# Paweł Czartoryski
Paweł Maria Czartoryski (21 maja 1924 w Krakowie, zm. 11 sierpnia 1999 w Warszawie) – polski prawnik i historyk nauki, wydawca Dzieł wszystkich Mikołaja Kopernika.

## Życiorys
Urodził się w roku 1924 jako syn Włodzimierza Alfonsa i Zofii z Tyszkiewiczów.
Był kierownikiem Zakładu Ekonometrii w Uniwersytecie Marii Curie-Skłodowskiej w Lublinie do 1970 r. Później do końca życia pracował w Instytucie Historii Nauki Polskiej Akademii Nauk. Był również członkiem korespondentem Medieval Academy of Georgetown University. Brał udział w debatach polskiego Okrągłego Stołu, w którym odpowiadał za sprawy oświaty.
Paweł Czartoryski był założycielem polskiego komitetu Towarzystwa Szkół Zjednoczonego Świata (United World Colleges) i jest obecnie jego patronem. Stowarzyszenie funduje stypendia dla około 20 osób rocznie.
Został pochowany na starym cmentarzu na Służewie w Warszawie.

## Literatura
- Nadejdzie dzień. Wspomnienia o Pawle Czartoryskim, pr. zb. pod red. Ireny Bylickiej, Bogny J. Obidzińskiej i Marii Czartoryskiej, Wydawnictwo Naukowe Semper, Warszawa 2012, ISBN 978-83-7507-099-6, format B5, s. 297, 67 fot., bibliografia, indeks nazwisk, oprawa twarda